# Rebecca Digne
Rebecca Digne, née en 1982 à Marseille, est une artiste plasticienne française, vidéaste et cinéaste. Elle vit et travaille à Paris. 
Certaines de ses œuvres sont présentes dans les collections du Musée national d'art moderne, du Centre National des Arts Plastiques (CNAP), du Fonds Municipal d'Art Contemporain de Paris (FMAC), et du Fonds Régional d’Art Contemporain PACA (FRAC PACA).   

## Formation
Rebecca Digne est diplômée de l'Ecole Nationale Supérieure des Beaux-Arts de Paris en 2009. 

## Résidences
Rebecca Digne a été résidente pendant deux ans à la Rijksakademie Van Beelden Kunsten à Amsterdam en 2010-2011. Elle entreprend ensuite le programme du Pavillon, laboratoire de création au Palais de Tokyo en 2013-2014 à Paris, puis devient pensionnaire à la Villa Médicis à Rome en 2018-2019.

## Œuvres
Rebecca Digne produit des photographies en noir et blanc et des films en 16 mm ou Super 8,.
Elle porte une attention particulière aux dispositifs de projection de ses œuvres, conçus comme de véritables installations.  L'espace de projection ou d'exposition est saisi comme un « lieu de résistance face au temps ».
- Trois de ses films sont entrés dans les collections du Musée national d'art moderne :
- Matelas, 2008 : Film 16 mm transféré en numérique, noir et blanc, silencieux, durée 1 min 30 s[12].
- Kino-peinture, 2008 : Film 16 mm, couleur, silencieux[13].
- Datcha, 2007 : Film Super 8 transféré en numérique, noir et blanc, silencieux[14].

- Un de ses films est entré dans la collection du Centre National des Arts Plastiques (CNAP) :
- Tracer le vide, 2017 : Film super 8 et 16 mm transféré en numérique, couleur et noir et blanc, silencieux, durée 8 min.

- L'un de ses derniers films est entré dans la collection du Fonds Régional d'Art Contemporain PACA en 2020 :
- Metodo dei Loci (chapitre 1), 2020 : Vidéo, couleur, muet, durée 3 min 25 s[4].

## Prix et distinctions
2020
- Lauréate des Mécènes du Sud[15].

2019
- « Coup de coeur » du Prix LE BAL de la jeune création[16].

2017
- Nommée pour le Salomon Foundation Residency Award[17].

2016
- Lauréate du Prix « Talents contemporains » de la Fondation François Schneider[18].
- « Coup de coeur » du Prix LE BAL de la jeune création[19].

2015
- Lauréate du Prix VISIO Next Generation Moving Images à Florence[20].

2014
- Nommée au Prix AWARE[17].

2010
- Lauréate du Prix de la Fondation ENSBA[17].

## Expositions

### Expositions personnelles et en duo[17]
2020
- La main heureuse, La Halle, Pont-en-Royans[21]

2018
- À la hauteur de la terre, Centre International d’Art et du Paysage de l’Île de Vassivière

2017
- Tracer le vide, Galerie Escougnou-Cetraro, Paris

2014
- Kodak grey - Green screen, Eva Nielsen et Rebecca Digne, Galerie Dominique Fiat, Paris[22]

2013
- Facing Mercurio, Rebecca Digne & Anna Franceschini, Galerie Jeanine Hofland, Amsterdam
- Creuser, Primo Piano, Paris

2012
- Mains, Jeanine Hofland Contemporary Art, Amsterdam
- Institut Français – Maison Descartes, Amsterdam

### Expositions collectives[17]
2019
- De l’île au monde, FRAC Aquitaine
- Loro, Amour ou Chaos, Villa Medicis, Rome
- Grand Tour, Palazzo Braschi, Rome
- Conversation Piece V, Fondazione Memmo, Rome

2018
- Vertiges, La Banque, Bethune
- Glaise Rousse, Fondation Albert Gleizes, Moly-Sabata
- Comme une histoire... Le Havre, Musée d’art moderne André Malraux, Le Havre

2017
- L’éternité par les astres, Centre d’Art Contemporain, Amilly
- Crystal Palace, Galerie Escougnou-Cetraro, Paris
- Dépenses, Labanque, Bethune

2016
- La Ville au Corps, Carreau du Temple, Paris
- Le pied dans le plat, La Forme, Le Havre
- Next Generation Moving Images, Palazzo Strozzi, Florence

2015
- Au-delà de l'image (II), Galerie Escougnou-Cetraro, Paris
- Climats Artificiels, Fondation EDF, Paris
- Documents 1929-2015, URDLA, Lyon
- Exposition Prix AWARE, Fondation EDF, Paris

2014
- Non Profit & Profit, Galerie SpazioA, Pistoia
- A Petite Fair, Frutta Gallery Rome
- 100 ans plus tard, commissaire: Galien Dejean, Palais de Tokyo, Paris
- Sur un plan incliné - Salle 37, Palais de Tokyo, Paris

2013
- AB Show, Nomas Foundation, Rome
- Tapis Volants, commissaire:  Philippe-Alain Michaud, Musée des Abattoirs, Toulouse
- La Ligne d'ombre, Espace Croisé, commissaire : Mo Gourmelon, Roubaix

2012
- Keep me in Suspense, Art House Moscou
- D'une maison à l'autre, Bruxelles, BE
- Tapis Volants, commissaire Philippe-Alain Michaud, Villa Medici, Rome
- On demand, Tegenboschvanvreden, Amsterdam

2011
- RijksakademieOpen, Amsterdam

2010
- RijksakademieOpen, Amsterdam
- Dynasty, Musée d'Art moderne de la Ville de Paris et Palais de Tokyo, Paris[23]
- Another Romance, Wight Biennial, Los Angeles
- 55e Salon d'Art Contemporain de Montrouge
- Mouvement des atomes, mobilité des formes, ENSBA, Paris,
- Schools of Art, HFBK, Dresden

2009
- Exposition du Prix Espoir, Les Amis des Beaux-Arts de Paris, ENSBA, Paris
- Suspensions, Galerie Cadain, Paris
- Work in Progress, Rencontres internationales de la photographie d'Arles, Arles
- International ArtExpo, National Center for Contemporary Art, Moscou
- Pol/A, Galerie Nivet-Garzon, Paris

2008
- Festival du Court Métrage, Clermont-Ferrand
- Urban Identity, Micro Museum, New York
- Digital Art, LACDA, Los Angeles
- Exposition du Prix Espoir des Amis des Beaux-Arts, ENSBA Paris
- One Minute Film Festival, Aarau, Suisse
- Versions, Salle RTT, Bruxelles
- Festival Traverse Vidéo, Toulouse